# Enseignement supérieur à Madagascar
L’enseignement supérieur à Madagascar est une étape finale facultative de l’éducation formelle suivant l’enseignement secondaire.

## Histoire
Fondé en 1862 par la London Missionary Society, le collège théologique de Faravohitra est le premier établissement d'enseignement supérieur de Madagascar. Cet établissement, en plus d'enseignement la théologie, formait également les enseignants, les médecins ainsi que les membres de l'administration royale malgache.
À la suite de l'annexion de Madagascar par la France, celui-ci fut fermé en 1897 sur ordre du général Gallieni pour laisser le monopole de l'enseignement supérieur à l'École de médecine et de pharmacie, plus connue sous le nom d'École de Befelatanana. Cette école a été fondée pour former des médecins et des pharmaciens pour l'administration coloniale française.
En 1941, l'École supérieure de droit est fondée dans le quartier d'Ankatso. Il a fallu ensuite attendre l'indépendance pour que le premier établissement d'enseignement supérieur privé, l'Institut catholique de Madagascar, voit le jour. Celui-ci propose des formations dans un large éventail de disciplines, notamment les sciences, les sciences humaines et sociales, la médecine et l'ingénierie. L'année suivante, en 1961, les deux établissements publics fusionnent pour former l'Université d'Antananarivo, qui restera la seule institution universitaire publique malgache jusqu'au Décret n° 77-069 du 4 avril 1977 portant sur la création des Centres Universitaires Régionaux dans chaque province.
Aujourd'hui, Madagascar compte six universités publiques et plus de 160 établissements d'enseignement supérieur privés.

## Chronologie
- 1862 : création de la Malagasy Medical School au sein de la LMS College
- 1896 : création de l'École de médecine et de pharmacie
- 1941 : création de l'École supérieure de droit
- 1960 : création de l'Institut Catholique de Madagascar, premier établissement d'enseignement supérieur privé, par les Pères Jésuites
- 1961 : fusion de l'École de médecine et de pharmacie et de l'École supérieure de droit pour former l'Université d'Antananarivo
- 1977 : création par décret des Centres régionaux universitaires.
- 1988 : création de l'Université de Fianarantsoa
- 1999 : création de l'Université d'Antsiranana
- 2002 : création de l'Université de Toamasina
- 2003 : création de l'Université de Mahajanga
- 2004 : création de l'Université de Toliara

## Le paysage de l'enseignement supérieur malgache
L'enseignement supérieur et la recherche sont sous la tutelle d'un même ministère : le Ministère de l'enseignement supérieur et de la recherche scientifique.

### Universités publiques

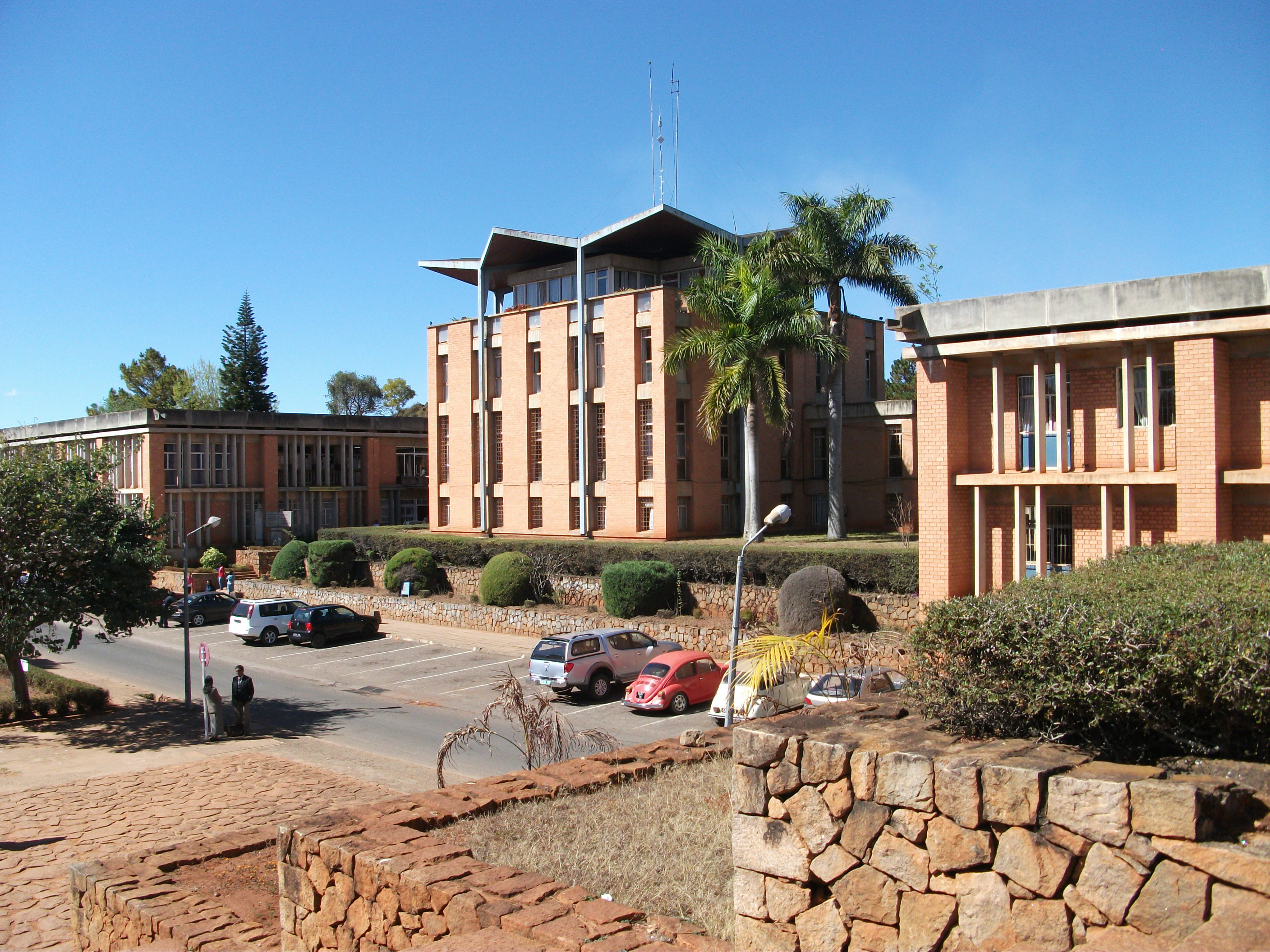
Université d'Antananarivo à Madagascar.

Madagascar dispose de plusieurs universités publiques siégeant dans chacun les chef-lieux de région.	
- Université d'Analanjirofo (Fenoarivo Atsinanana)
- Université d’Antananarivo (Analamanga)
- Université d’Antsiranana (Diana)
- Université de Fianarantsoa (Haute Matsiatra)
- Université d'Itasy (Soavinandriana)
- Université de Mahajanga (Boeny)
- Université de Toamasina (Atsinanana)
- Université de Toliara (Atsimo-Andrefana)
- Université du Vakinankaratra (Antsirabe)

### Instituts à caractère public
- Institut supérieur de technologie d'Antananarivo
- nstitut Supérieur de technologie d'Antsiranana
- Institut Supérieur de Technologie  à Ambositra (ISTA)

### Centre d'enseignement à distance
- Centre national de télé-enseignement de Madagascar
- Institut Supérieur de technologie d'Antsiranana [3]
- École Normale Supérieure de Fianantsoa[4]

### Centres nationaux de recherche (CNR)
- Centre d'information et de documentation scientifique et technique (CIDST)
- Centre national de recherches industrielles et technologiques (CNRIT)
- Institut malgache des vaccins vétérinaires (IMVAVET)
- Parc botanique et zoologique de Tsimbazaza (PBZT)
- Centre national d'application des recherches pharmaceutiques (CNARP)
- Institut national des sciences et techniques nucléaires de Madagascar (INSTN)
- Centre national de recherches océanographiques (CNRO)
- Centre national de recherches sur l'environnement (CNRE)

### Institutions privées
Les institutions privées sont regroupées au sein de deux associations : l’AEESPHM (Association des établissements d’enseignement supérieur privés homologués de Madagascar) et l’AEFPSA (Association des établissements de formation professionnelle supérieure agréés).[réf. souhaitée]
La liste publiée sur le site du ministère de l'Enseignement supérieur et de la Recherche scientifique fait état de l'existence de 168 établissements supérieurs privés parmi lesquelles 110 ont reçu l'habilitation de leurs formations .
- Catholic University of Madagascar

### Écoles doctorales
Université d'Antananarivo,

## La réforme LMD
Modèle de Bologne